# Hanayome no negoto
Hanayome no negoto (花嫁の寝言?) è un film del 1933 diretto da Heinosuke Gosho.
Il film è noto internazionalmente anche con il titolo The Bride talks in her sleep.
La pellicola precede Hanamuko no negoto (1935) altra commedia familiare in cui a parlare nel sonno però non è la moglie ma il marito e la circostanza in questo caso origina omissioni e malintesi che mettono in crisi la coppia. Tra i protagonisti figura di nuovo Tokuji Kobayashi, ma in questo caso non nei panni dello sposo, ma dell'amico di questo.

## Trama
Komura brinda al proprio recente matrimonio insieme ai suoi quattro compagni di università, dai quali si è distinto laureandosi prima e sposandosi subito, rompendo così un patto secondo il quale avrebbero dovuto andare tutti di pari passo.
Uno degli amici dice di aver saputo che la giovane sposa Haruko parlerebbe nel sonno. La cosa, non smentita da Komura, diventa un'ossessione per i quattro, per altro già piuttosto brilli. Komura decide di andarsene mentre gli altri, continuando a bere, pianificano di irrompere a casa degli sposi per verificare il pettegolezzo. Saito, che pure ha aizzato i compagni, è richiamato dalla fidanzata Natsuko e si sottrae al piano. Gli altri tre invece dando seguito al loro intento, si presentano a casa degli sposi dove, con sorpresa, non è ancora tornato il loro amico.
Accolti con ospitalità, i tre riprendono a bere copiosamente fino all'arrivo di Komura, che li trova completamente ubriachi e decisi a non andarsene per assistere al sonno di Haruko. Komura, imbarazzato dalla cosa, asseconda gli amici riprendendo a bere anche lui e facendosi coinvolgere in canti e balli estremamente goliardici. Haruko, che spia dalla stanza vicina, è turbata dalla visione del suo sposo così trasformato, e che accuserà di avere una doppia personalità che lei non immaginava. Komura è riuscito però a portare allo stremo gli amici che crollano in un sonno profondo. Tanto profondo da disturbare gli stessi sposi che hanno però l'idea di lasciare casa e passare la notte nell'abitazione lasciata libera dagli stessi studenti. 
Giunti nella casa, incontrano Saito con la fidanzata, che augura loro buonanotte ma poi, curioso quanto gli altri, si mette ad origliare gli sposi, dalla sua stanza che è proprio accanto. 
Haruko si addormenta ed in effetti parla nel sonno lamentandosi col marito per il suo lato stravagante appena scoperto, ma al curioso Saito arrivano solo dei versi incomprensibili che fanno pensare ad altro e finiscono per disturbargli il sonno.
Al mattino, gli sposi riposati tornano a casa trovando però una sorpresa. Un ladro ha fatto irruzione nottetempo, ripulendo e immobilizzando i tre amici ubriachi e portando via con sé solo abiti e cose di poco conto dalla casa.
Gli amici se ne vanno dunque infreddoliti e malvestiti mentre Komura, non dovendo andare al lavoro in quanto è domenica, si chiude in casa per godersi un po' di intimità con la sua sposina.

## Produzione
Gosho girò il primo film sonoro giapponese nel 1931, Madamu to nyobo, ma gli alti costi della nuova tecnologia determinarono in questo paese una transizione molto lunga dal muto al sonoro. Questo film, anche se meno rispetto al precedente, ha scene palesemente girate per esaltare il sonoro, mentre alcuni sketch sono ancora chiara eredità dell'epoca muta. La semplicità della sceneggiatura, in questo come nel suo ideale seguito Hanamuko no negoto, non impedisce comunque al regista di esplorare sottilmente ambienti e personaggi della piccola borghesia suburbana.